# Parafia św. Jakuba Apostoła w Sance
Parafia świętego Jakuba Apostoła w Sance – rzymskokatolicka parafia znajdująca się w archidiecezji krakowskiej, w dekanacie Krzeszowice, w Polsce.

## Historia
Parafia pw. św. Jakuba Apostoła w Sance powstała prawdopodobnie na przełomie XIII i XIV wieku. Pierwsze spisy w świętopietrza z roku 1326 odnotowują, że miejscowy pleban Wojciech uiścił opłatę, natomiast Jan Długosz w Liber beneficiorum dioecesis Cracoviensis (z lat 1470–1480) podaje, że w Sance znajduje się murowany kościół św. Jakuba z białego kamienia. W XVI w. świątynia została zamieniona w zbór kalwiński, gdy właściciele wsi przeszli na kalwinizm. Stan ten nie trwał długo. 5 października 1625 r. rekonsekracji kościoła dokonał biskup krakowski Tomasz Oborski.
Parafia Sanka była parafią kolatorską (z przywilejami). W drugiej połowie XVII wieku kościół w Sance był całkiem dobrze wyposażony, posiadał m.in. trzy ołtarze. Parafia posiadała m.in. relikwie św. Jakuba Starszego Apostoła (później zaginęły).
Parafia jest miejscem kultu związanego z łaskami słynącym obrazem Matki Bożej z Dzieciątkiem zwanej Sanecką, umieszczony w głównym ołtarzu kościoła parafialnego. 22 maja 2016 r. obraz został koronowany, a 8 września 2018 r. kościół w Sance został poniesiony do rangi sanktuarium Matki Boskiej Pani Saneckiej, Matki Oczekiwanego Macierzyństwa.
Przy parafii działają Róże Żywego Różańca (od 24 lipca 1896 r.) oraz dwa Bractwa: Bractwo św. Jakuba i św. Jana Pawła II (powołane 2 kwietnia 2014 roku) oraz Bractwo Niepokalanego Poczęcia NMP powstałe w 1869 r. i ponownie erygowane 8 grudnia 2009 roku (działało do ok. 1950 roku). Odpust parafialny ma miejsce w święto św. Jakuba tj. 25 lipca (przenoszony na najbliższą niedzielę) oraz na mocy dekretu kardynała Stanisława Dziwisza z dnia 30 sierpnia 2009 roku w uroczystość Niepokalanego Poczęcia NMP tj. 8 grudnia.